# Langøya
Langøya es la tercera isla, por tamaño, de Noruega, si se dejan a un lado las islas Svalbard, con una superficie de 850,2 km². La isla forma parte del archipiélago de Vesterålen y se encuentra en el condado de Nordland, justo al oeste de Hinnøya. El estrecho Sortlandssundet separa las dos islas. Incluye el municipio de Bø, y partes de los municipios de Øksnes, Sortland y Hadsel. Hay varios lagos en la isla, como el Alsvågvatnet.

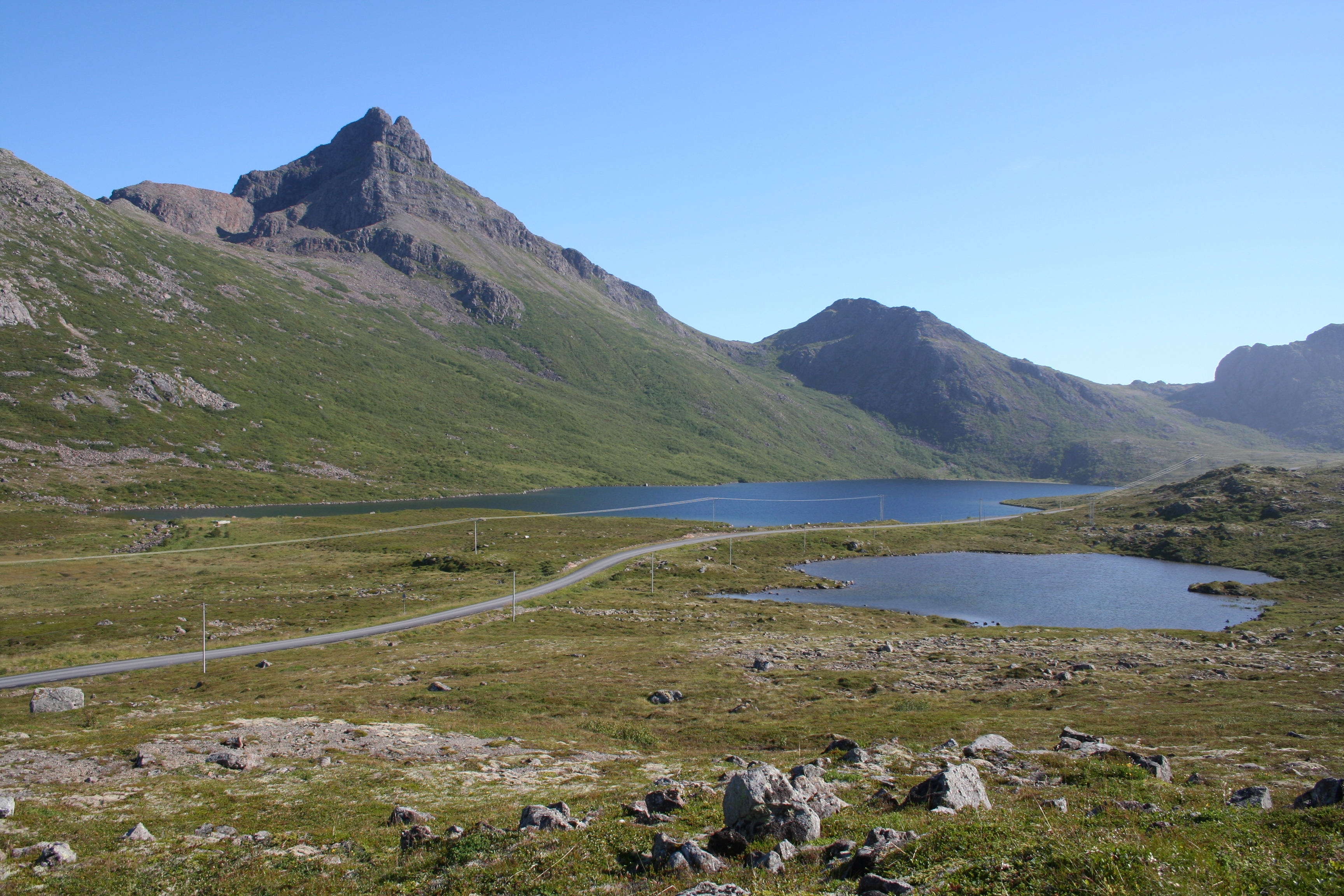
La escarpada parte occidental de Langøya cerca de Nykvåg.
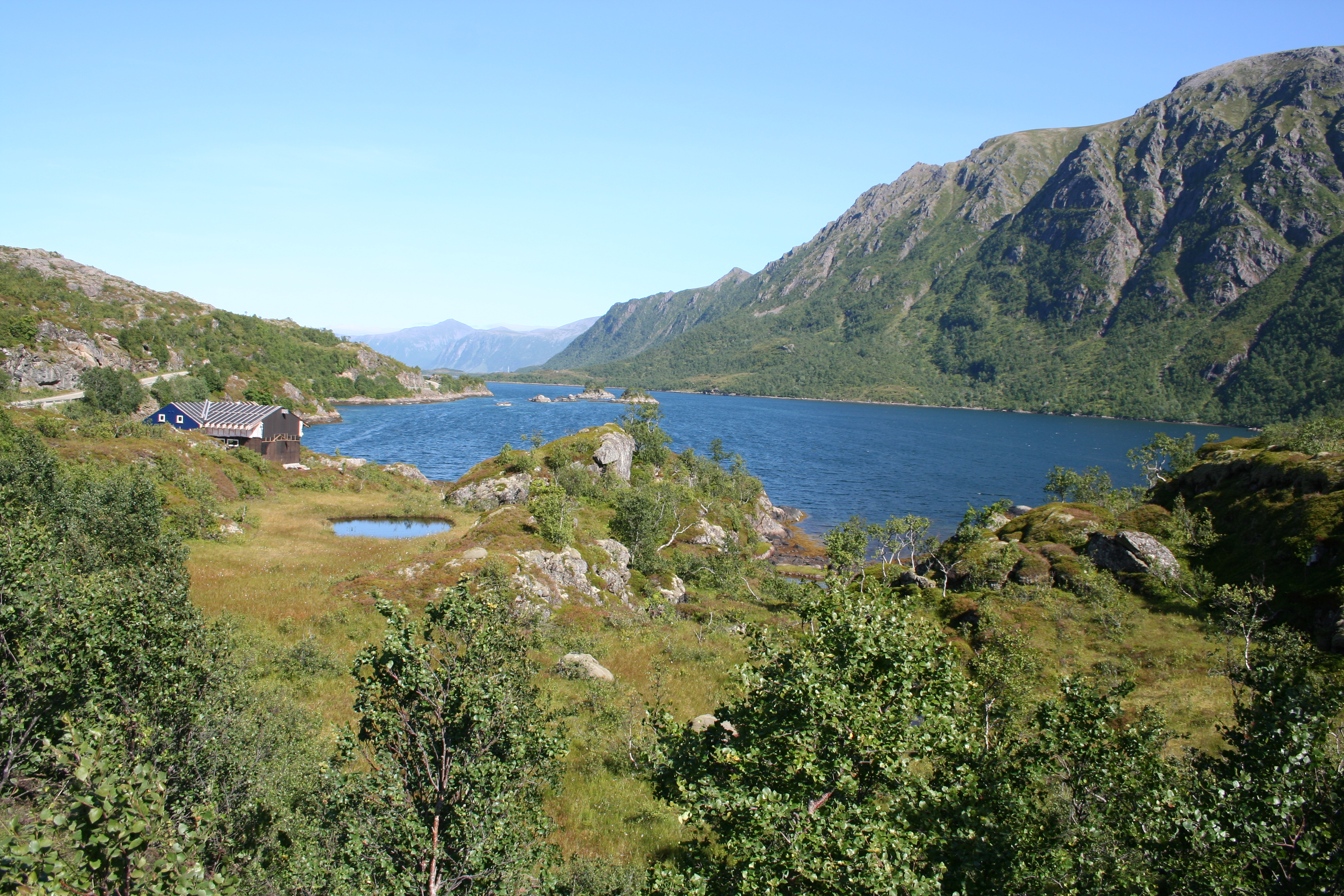
Lifjorden; muchos pequeños fiordos cortan Langøya